# ハーヴェイ・エリオット
- ハーヴィー・エリオット
- ハーベイ・エリオット

ハーヴェイ・ダニエル・ジェームズ・エリオット（Harvey Daniel James Elliott, 2003年4月4日 - ）は、イングランド・サリー州チャートシー出身のプロサッカー選手。プレミアリーグ・リヴァプールFC所属。イングランド代表。ポジションはミッドフィールダー、フォワード。

## 経歴
クイーンズ・パーク・レンジャーズFCのユースアカデミーを経てフラムFCに入団。2017-18シーズンから早くもU-18リーグでプレー。2018年9月25日のEFLカップのミルウォールFC戦で、後半36分にフロイド・アイテとの交代で、15歳174日の史上最年少の若さでプロデビュー。更に2019年5月4日のプレミアリーグのウォルヴァーハンプトン・ワンダラーズFC戦では、後半43分に交代出場し、2007年にマシュー・ブリッグスの16歳68日でのデビューを8日更新する、16歳60日でのプレミアリーグ史上最年少デビューを樹立した。
なお、フラムFCは2018-19シーズン、プレミアリーグ19位で終え、フットボールリーグ・チャンピオンシップ (2部) に降格。エリオットはフラムとの契約更新を渋っていると噂されており、レアル・マドリード、FCバルセロナ、RBライプツィヒ、リヴァプールFCなどが、エリオットの獲得に興味を示していると噂された。
2019年7月28日、リヴァプールFCが獲得を発表。2020年10月16日、ブラックバーン・ローヴァーズFCへのローンが発表。ブラックバーンでは主に右サイドを担当し、シーズン通じて17得点に絡む活躍を見せた。
レンタルバックして迎えた2021-22シーズンは開幕戦のノリッジ・シティFC戦に途中出場すると、その後3試合連続でインサイドハーフとして先発出場していたが、9月12日のリーズ・ユナイテッドFC戦でパスカル・ストライクのタックルを受け、左足首の脱臼骨折で長期離脱することとなった。
2022-23シーズン、8月27日のAFCボーンマス戦でプレミアリーグ初得点を挙げた。

## 代表経歴
プロデビューした2018年に、ユース世代のイングランド代表に招集され、飛び級でU-17代表にも選出された。
エリオットは、2019年のシレンカカップに参加するイングランドU-17代表に選出された。 エリオットは、2022年3月25日にディーン・コートで行われた2023 UEFA欧州U-21選手権予選のアンドラU-21代表戦で、イングランドU-21代表デビューを果たし、4-1で勝利した。 2023年6月14日、エリオットはUEFA U-21欧州選手権2023のイングランド代表に選出された。

## 人物
- フラムFC在籍時、多くの有力チームがエリオットの獲得に興味を示し、その中にはレアル・マドリードも含まれていた。しかし、UEFAチャンピオンズリーグ 2017-18決勝戦を現地で観戦していたエリオットは、セルヒオ・ラモスがモハメド・サラーに重傷を負わせたシーンを目の当たりにして、ラモスに不信感を抱いたという[19]。
- リヴァプールFCに加入することが内定していた2019年6月、現地でUEFAチャンピオンズリーグ 2018-19決勝戦を観戦中に、自身のツイッターで、対戦相手のエースでイングランド代表の主砲でもあるハリー・ケインを侮辱する書き込みを行い、非難を浴びせられ、謝罪する羽目になった[20][21][22]。

## 個人成績
| クラブ         | シーズン | リーグ             | リーグ戦 | リーグ戦 | カップ戦 | カップ戦 | リーグ杯 | リーグ杯 | 国際大会 | 国際大会 | その他 | その他 | 合計 | 合計 |
| クラブ         | シーズン | リーグ             | 出場     | 得点     | 出場     | 得点     | 出場     | 得点     | 出場     | 得点     | 出場   | 得点   | 出場 | 得点 |
| -------------- | -------- | ------------------ | -------- | -------- | -------- | -------- | -------- | -------- | -------- | -------- | ------ | ------ | ---- | ---- |
| フラム         | 2018-19  | プレミアリーグ     | 2        | 0        | 0        | 0        | 1        | 0        | -        | -        | 0      | 0      | 3    | 0    |
| フラム         | 通算     | 通算               | 2        | 0        | 0        | 0        | 1        | 0        | -        | -        | 0      | 0      | 3    | 0    |
| リヴァプール   | 2019-20  | プレミアリーグ     | 2        | 0        | 3        | 0        | 3        | 0        | 0        | 0        | 0      | 0      | 8    | 0    |
| リヴァプール   | 2020-21  | プレミアリーグ     | 0        | 0        | -        | -        | 1        | 0        | -        | -        | 0      | 0      | 1    | 0    |
| リヴァプール   | 通算     | 通算               | 2        | 0        | 3        | 0        | 4        | 0        | 0        | 0        | 0      | 0      | 9    | 0    |
| ブラックバーン | 2020-21  | チャンピオンシップ | 41       | 7        | 1        | 0        | -        | -        | -        | -        | 0      | 0      | 42   | 7    |
| ブラックバーン | 通算     | 通算               | 41       | 7        | 1        | 0        | -        | -        | -        | -        | 0      | 0      | 42   | 7    |
| 総通算         | 総通算   | 総通算             | 45       | 7        | 4        | 0        | 5        | 0        | 0        | 0        | 0      | 0      | 55   | 7    |